# Le Bateau phare
Pour plus de détails, voir Fiche technique et Distribution.
Le Bateau phare (The Lightship), est un film américain réalisé par Jerzy Skolimowski, sorti en 1986.
Il s'agit du premier film américain du réalisateur polonais, jusqu'alors réfugié en Grande-Bretagne. Le scénario s'inspire d'un roman de l'écrivain allemand Siegfried Lenz.

## Synopsis
En 1955, sur un bateau-phare ancré au large des côtes américaines, trois gangsters dirigés par le docteur Calvin Caspary menacent l'équipage du capitaine Miller dont son propre fils, Alex, qui a déjà eu affaire à la police.

## Fiche technique
- Titre : Le Bateau phare
- Titre original : The Lightship
- Réalisation : Jerzy Skolimowski
- Scénario : William Mai et David Taylor
- Pays d'origine :  États-Unis
- Format : Couleurs - Mono - 35 mm
- Genre : Drame et film de gangsters
- Durée : 89 minutes
- Date de sortie : 1986

## Distribution
- Robert Duvall : Calvin Caspary
- Klaus Maria Brandauer : Captain Miller
- Tim Phillips : Thorne
- Arliss Howard : Eddie
- William Forsythe : Gene
- Michael Lyndon : Alex
- Robert Costanzo : Stump
- Tom Bower : Coop
- Badja Djola : Nate